# Stjepan Podhorsky
Stjepan Podhorsky (ur. 21 grudnia 1875 w Zagrzebiu, zm. 13 września 1945 tamże) – chorwacki architekt.

## Życiorys
W 1905 roku ukończył studia na Akademii Sztuk Pięknych w Wiedniu. 
Był współzałożycielem organizacji Klub hrvatskih arhitekata. Pracował m.in. w pracowni Hermanna Bollé. Następnie jego zainteresowania skupiły się wokół architektury sakralnej. Jego twórczość miała istotny wpływ na rozwój chorwackiej architektury i urbanistyki.